# Suq Wadi Barada
Pour les articles homonymes, voir Abila et Abilene.
Suq Wadi Barada est le site d'une cité antique connue sous le nom d'Abila de Lysanias capitale du royaume ituréen appelée Abilène. Ce territoire est aussi appelé tétrarchie de Lysanias puis royaume de Chalcis par Flavius Josèphe. Ce site est situé à 20 km au nord-ouest de Damas et fait partie de la province syrienne de Rif Dimashq.
Les géographes arabe l'ont appelé Hâbîl as-Sûq, la montagne qui domine à cet endroit la rive droite est appelé Jabal an-Nabî Hâbîl, ou simplement Jabal Hâbîl.

## Histoire
Le territoire de l'Abilène (ou Abiliane) était un petit royaume ituréen. En 36 av. J.-C., son souverain Lysanias succéda sur l'Iturée à son père Ptolémée Mennaeus, cheikh nomade fondateur de la dynastie de Lysanias. Celui-ci fut mis à mort sur ordre de Marc Antoine à la demande de Cléopâtre qui désirait s'emparer de ces territoires. Flavius Josèphe relate que les territoires de Lysanias ont été affermés à un certain Zénodore qui organisa le brigandage pour augmenter ses revenus. Deux inscriptions commémoratives de Nymphaios, un très riche affranchi du souverain d'Abilène permettent de savoir que ce roi d'Iturée appelé Zénodore était le fils de Lysanias.
Le royaume d'Abilène fut implantée sur une partie de l'ancien royaume de Ptolémée Mennaeus. En 24 av. J.-C. ou 23 av. J.-C., Auguste décide de confier à Hérode Ier le Grand le gouvernement de cette région pour faire cesser ce brigandage. Ce royaume fut morcelé à la mort d'Hérode Ier le Grand, et l'Iturée qui en avait fait partie revint probablement à Hérode Archélaos, car Eusèbe de Césarée — qui cite un passage de Flavius Josèphe qui ne figure plus dans les versions actuelles — indique que Lysanias II en aurait obtenu la direction après la destitution d'Archélaos (6 ap. J.-C.). Toutefois l'Auranitide dont Flavius Josèphe précise que c'était une partie du domaine de Zénodore (une partie de l'Iturée) revint à Philippe le Tétrarque, un autre fils d'Hérode. Selon l'évangile attribué à Luc, Lysanias II est toujours le Tétrarque d'Iturée en 29.
Après la mort du tétrarque Philippe (34), Agrippa, part à Rome bien décidé à mettre en accusation Hérode Antipas. Toutefois, il est mis en prison par Tibère en 36. L'année suivante Tibère meurt (mars 37). Son successeur, Caligula, s'empresse alors de libérer Agrippa et lui attribue la tétrarchie d'Hérode Philippe II : « puis il lui mit le diadème sur la tête et le nomma roi de la tétrarchie de Philippe en lui faisant cadeau de celle de Lysanias II; en échange de sa chaîne de fer, il lui en donna une d'or de poids égal, et il envoya Marcellus comme vice-roi en Judée. »
En 42, Claude donne à Hérode roi de Chalcis « le royaume de Lysanias II. »
En 53, Claude, « donne à Hérode Agrippa II la tétrarchie de Philippe et la Batanée, en y ajoutant la Trachonitide et Abila, c'est-à-dire l'ancienne tétrarchie de Lysanias II, mais il lui enleva Chalcis qu'il avait gouvernée pendant quatre ans. »

## Tombeau d'Abel
C'est sur le Jabal Hâbîl à l'aplomb du village, que se trouve l'emplacement d'une tombe attribuée à Abel, en jouant sur le mot Hâbîl qui désigne le personnage Biblique Abel dans la tradition arabe et sur l'Abila antique dont provient le toponyme Jabal Hâbîl (mont d'Abel, en réalité mont d'Abila de Lysanias, nom antique de Suq Wadi Barada). La confusion est évidente entre le toponyme et le personnage biblique et coranique, confusion mise en évidence par des scientifiques et explorateurs tels que Richard Pococke en 1739, William John Bankes en 1818, Josias Leslie Porter au milieu du XIXe siècle, les Pères Lazaristes de Damas en 1911, Raphaël Savignac en 1912, A. Beaulieu et René Mouterde en 1939. Un complexe religieux, nommé Nebi Abel, comprenant une mosquée abrite cette tombe de 9 m de long. Selon les recherches archéologiques, la présumée tombe de Nabi Abel recèle en fait une grotte naturelle dédiée à Cronos au IIe siècle (166-167 ap. J.-C.) sous la providence de Zeus et d’Apis, les dieux protecteurs d'Abila, dédicaces qui sont l'œuvre de onze fidèles et d'un certain Nymphaios.